# امی لپیلبت
امی لپیلبت (انگلیسی: Amy Elizabeth LePeilbet متولد ۱۲ مارس ۱۹۸۲) بازیکن بازنشسته فوتبال در پست مدافع اهل ایالات متحده آمریکا است. از باشگاه‌هایی که در آن بازی کرد می‌توان به باشگاه فوتبال بوستون بریکرز، شیکاگو رد استارز و اف سی کانزاس سیتی اشاره کرد. وی همچنین برای تیم ملی فوتبال زنان آمریکا نیز بازی می‌کرد.